# SUN&L
SUN&L은 대한민국의 자재 기업이다. 본사는 인천시 중구 월미로 96 (북성동 1가)에 위치해 있으며 대표이사는 서성교이다.

## 역사
2021년에는 사명을 선창산업㈜에서 변경하였다. 2023년 55년만에 합판 생산을 중단하였다

## 참고문헌
1. ↑  윤형운, 선앤엘(SUN&L) 합판 생산 그만 한다, 목재신문, 2023.03.20